# 러몬트 존슨
러몬트 존슨(Lamont Johnson, 1922년 9월 30일 ~ 2010년 10월 24일)은 미국의 영화 감독, 배우, 영화 제작자이다.

## 작품 목록
- 재회 (1997년)
- 최후의 전사 (1993년)
- 천인의 영웅 (1992년)
- 클래스 엑트 (1992년)
- 공포의 살포제 (1986년)
- 잊혀진 영웅 와렌버그 (1985년)
- 스페이스헌터 (1983년)
- 위대한 승리 (1982, Life of the Party: The Story of Beatrice)
- 장군 암살자 (1980년)
- 원 온 원 (1977년)
- 립스틱 (1976년)
- 디 엑스큐션 오브 프라이빗 슬로빅 (1974년)
- 라스트 아메리칸 히어로 (1973년)
- 저택의 비밀 (1972, You'll Like My Mother)
- 환상 특급 - 50년대 TV 시리즈 (1959년)
- 피터 건 (1958년)
- 서부의 파라딘 (1957년)
- 장진호 전투 (1952년)